# جایگاه سوخت

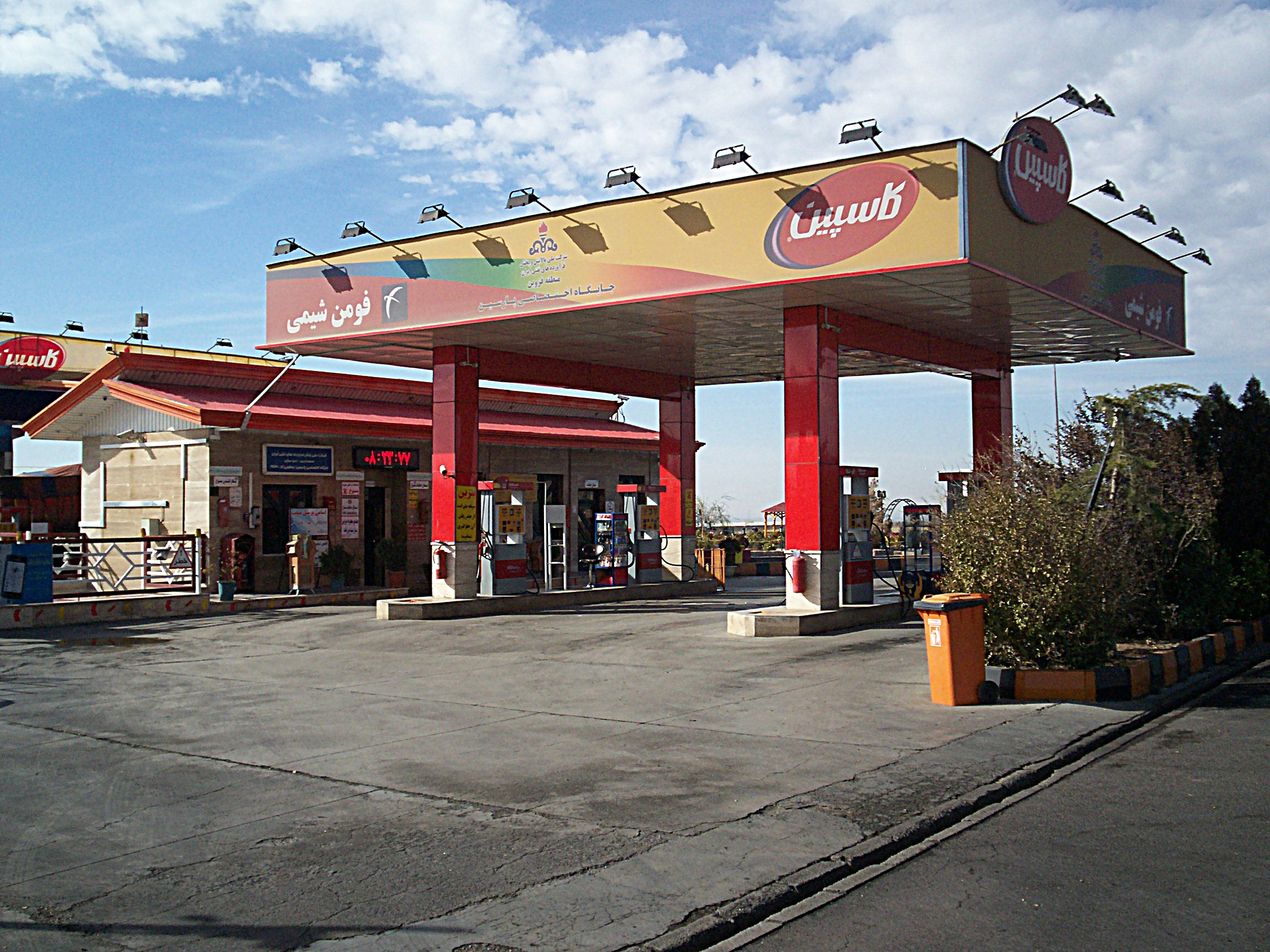
نمای متداول یک پمپ بنزین. (اتوبان کرج-قزوین، پشت ناصر آباد، آبیک، نوامبر ۲۰۱۷)

پمپ بنزین یا جایگاه سوخت محلی است که سوخت و روان‌سازها را برای خودروها عرضه می‌کند. در کشورها و زبان‌های مختلف به اسامی گوناگون مثل پمپ بنزین، پمپ گاز، ایستگاه گاز یا ایستگاه سرویس نامیده می‌شود.

## تاریخچه

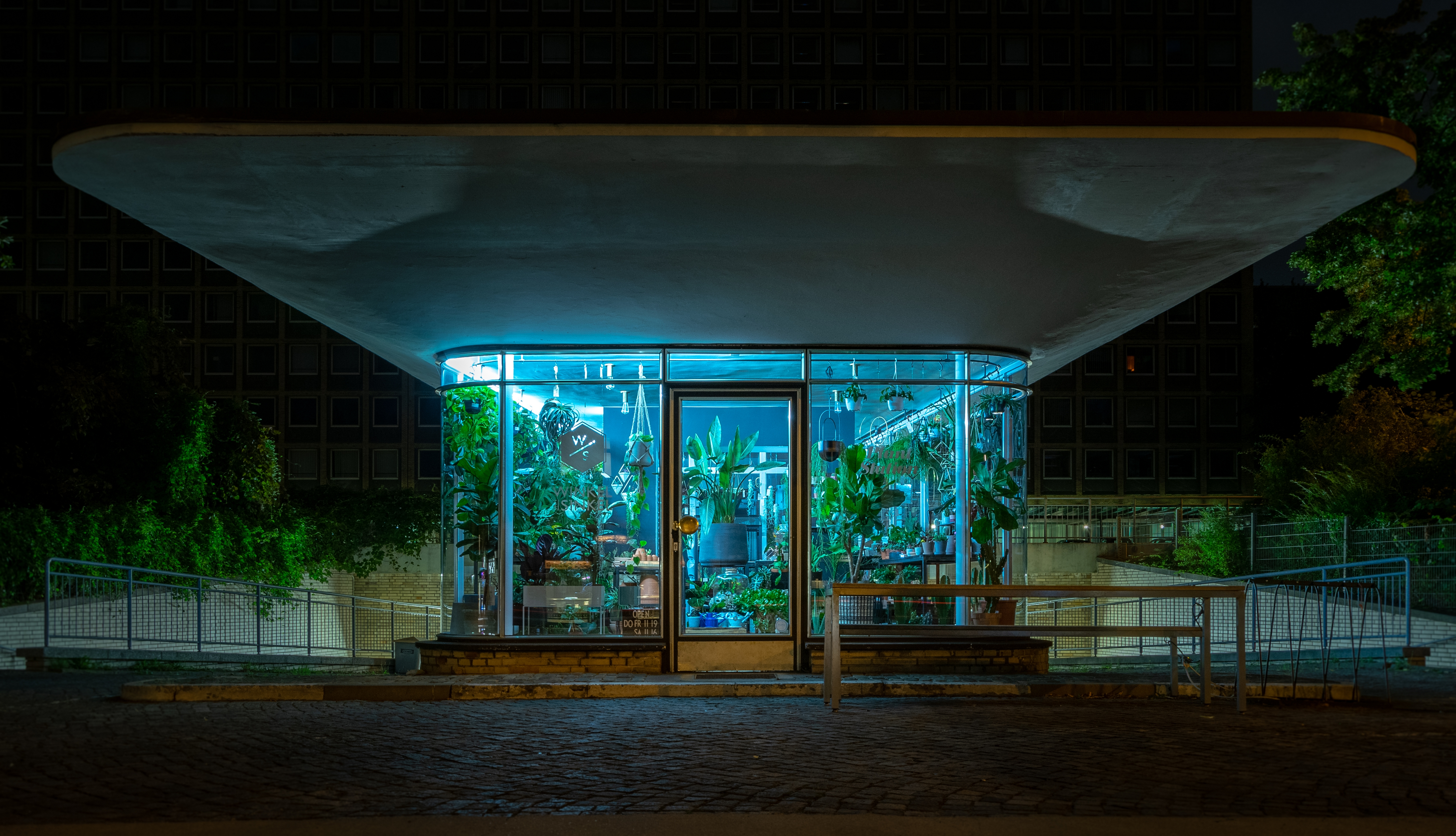
نگاره‌ای از یک پمپ بنزین قدیمی در هامبورگ که به اکنون به گیاه‌فروشی تغییر کاربری داده شده‌است.

عرضه بنزین را در ابتدا داروخانه‌ها به عهده داشتند و برای نخستین بار شرکت خودروسازی مرسدس بنز در سال ۱۸۸۸ از اولین فروشنده بنزین که داروخانه‌ای در ویزلخ بود، باک اتوموبیل خود را پر کرد. اولین جایگاه سوخت در جهان در ۱۹۰۵ در سنت لوئیس میزوری ساخته شد.

## عرضه سوخت

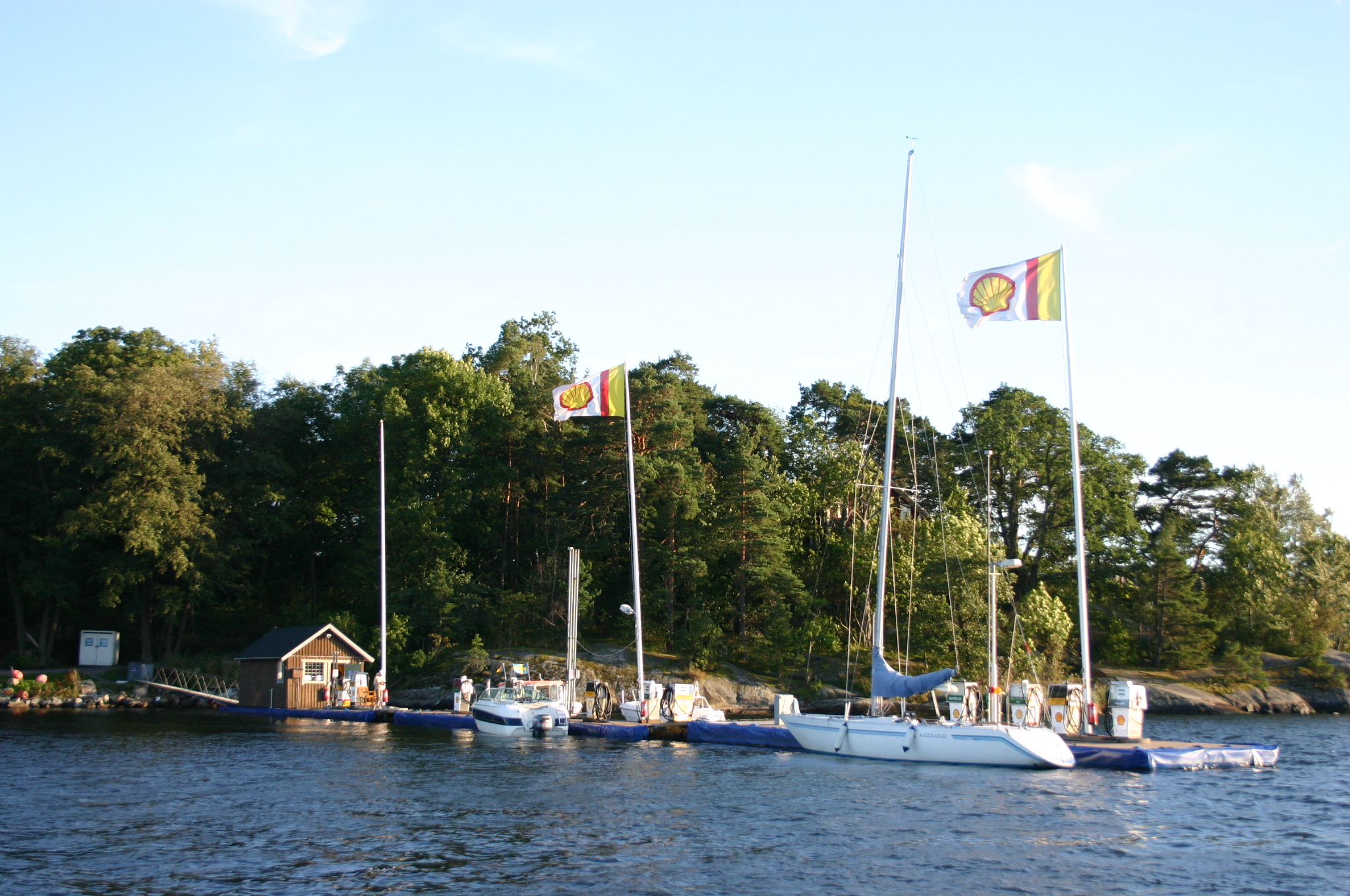
جایگاه سوخت در بندری در استکهلم

بیشترین محصول عرضه شده در جایگاه سوخت، بنزین است ولی بتدریج سوخت‌های دیگر مثل نفت چراغ، سوخت دیزل، سی‌ان‌جی، هیدروژن فشرده، هیدروژن مایع، سوخت اتانول و انرژی برقی نیز اضافه شده‌است.
سازه اکثر جایگاه‌ها شبیه به هم است و معمولاً مخزن در زیر زمین قرار دارد و سوخت به دستگاه تحویل دهنده پمپ می‌شود، مخزن به وسیلهٔ کامیون باری مخزنی پُر می‌گردد. بعضی جایگاه‌ها بنا به اقتضای کاربرد آن در بندرها ساخته شده‌اند که از آن‌ها برای سوخت رسانی به قایق‌های موتوری استفاده می‌شود.

## خدمات

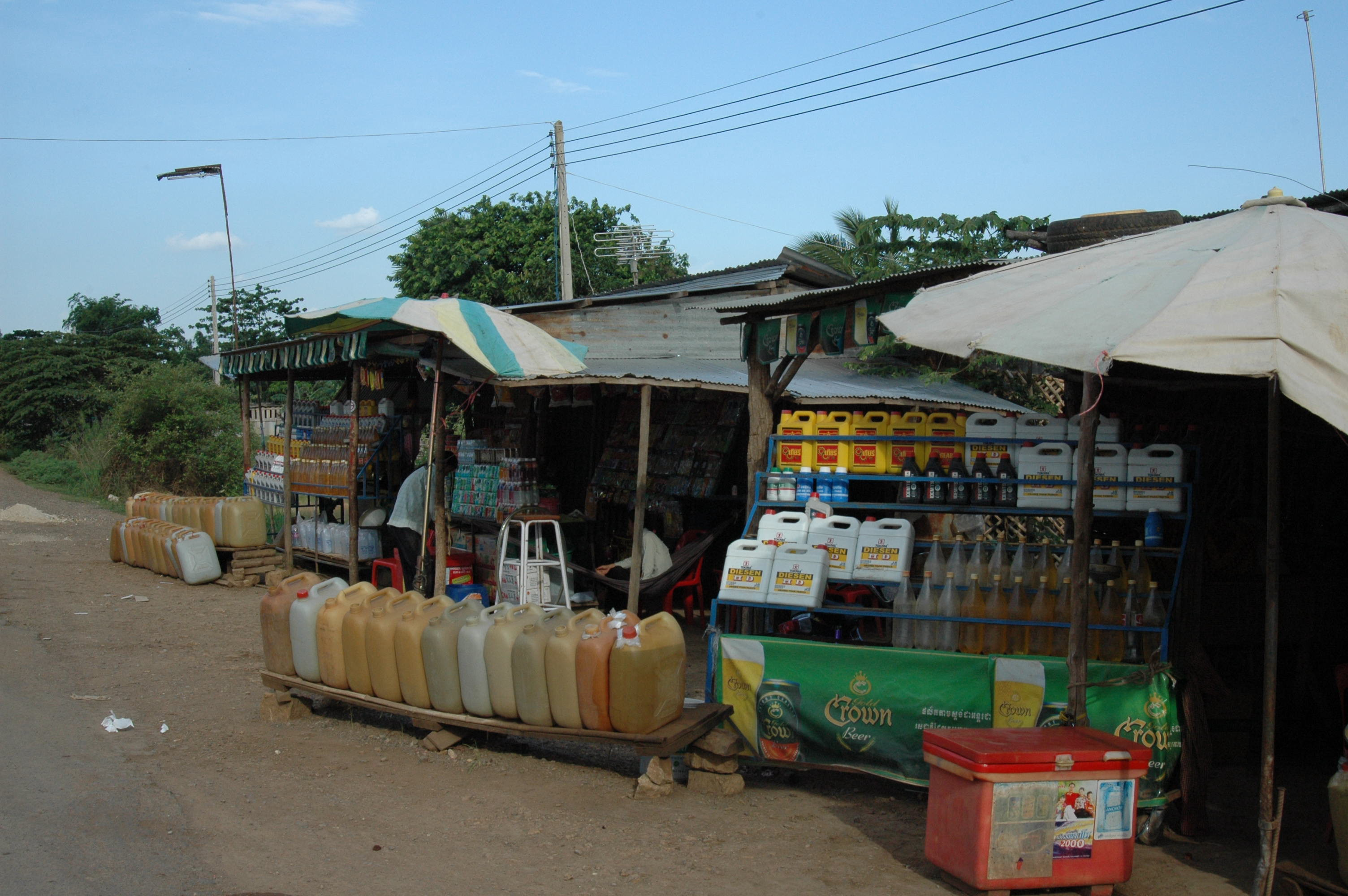
دکه فروش سوخت در کامبوج

بسیاری از جایگاه‌ها علاوه بر عرضه سوخت، به خدمات دیگری هم می‌پردازند. خدمات فنی اتوموبیل و عرضه روان‌سازها و ایجاد دکه و فروشگاه و رستوران از خدمات دیگر بعضی از جایگاه‌ها هستند.

## جایگاه‌های سوخت در ایران
در ایران بنزین و گازوئیل و گاز طبیعی با یارانه دولتی در اختیار مشتریان قرار می‌گیرد. بنزینی که در آمریکا بیشتر از ۲ دلار در هرلیتر تقریباً ۲۵ هزار تومان عرضه می‌شود در سال ۱۳۹۸ در ایران لیتری سه هزار تومان و هر متر مکعب گاز طبیعی ۶۰۰ تومان و گازوییل ۳۰۰ تومان عرضه می‌شد که همین موضوع سبب قاچاق سوخت به کشورهای همسایه را فراهم می آورد. با توجه به دوربین های متعدد در جایگاه و ذخیره سازی آن ها به مدت دوماه و اکیپ های بازرسی هیچ گونه قاچاق سیستماتیک توسط صاحب جایگاه امکان پذیر نیست و حقوق کارگرها هم باید طبق فرمول اداره کار به کارت کارگر واریز شود. در صورت شکایت کارگر، وزارت کار طلب کارگر را از جایگاه دار وصول می‌کند. در سیستم جدید اداره کار، تعهد گرفتن از کارگر مبنی بر آن که حقوق خود را کامل گرفته است، موضوعیت حقوقی ندارد و ملاک عمل، پرداخت های الکترونیک به همراه سند مربوط می‌باشد.